# Mappila

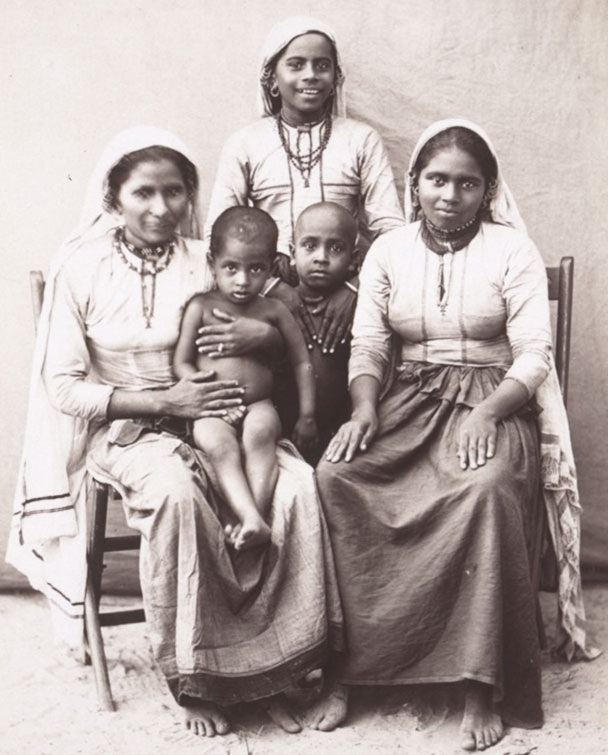
Femmes musulmanes à Kerala (1901).

Les Mappilas, aussi appelé Mapillais ou Moplah, sont des musulmans parlant le malayalam et habitants le Kerala en Inde.

## Démographie
D'après le recensement de 2011, 26,56% de la population du Kerala est musulmane.